# Долхень
Долхень, Долхені (рум. Dolheni) — село у повіті Селаж в Румунії. Входить до складу комуни Ілянда.
Село розташоване на відстані 375 км на північний захід від Бухареста, 49 км на північний схід від Залеу, 64 км на північ від Клуж-Напоки.

## Населення
За даними перепису населення 2002 року у селі проживали 113 осіб, усі — румуни. Усі жителі села рідною мовою назвали румунську.